# ノーウィッチ (コネチカット州)
ノーウィッチ（英: Norwich）は、アメリカ合衆国コネチカット州のニューロンドン郡にある都市。人口は4万0125人（2020年）で、ニューロンドン郡最多である。
1659年、オールドセイブルックから来た開拓者達がモヒガン族インディアンの指導者アンカス酋長から土地を購入して、ノーウィッチの町が設立された。19世紀、多くの大規模工場があったので、工業都市として知られるようになった。

## 歴史
1658年、ジョン・メイソン少佐とジェイムズ・フィッチ牧師が率いたオールドセイブルックから来た開拓者達がノーウィッチを設立した。彼らはノーウィッチとなる土地を地元のモヒガン族インディアンから購入した。1668年、ヤンティック入り江に桟橋が造られた。開拓地は主にノーウィッチタウン・グリーンの周辺3マイル (5 km) の範囲にあった。69軒の設立時家族が間もなくノーウィッチタウン近辺の土地を、農業と事業のために分割した。

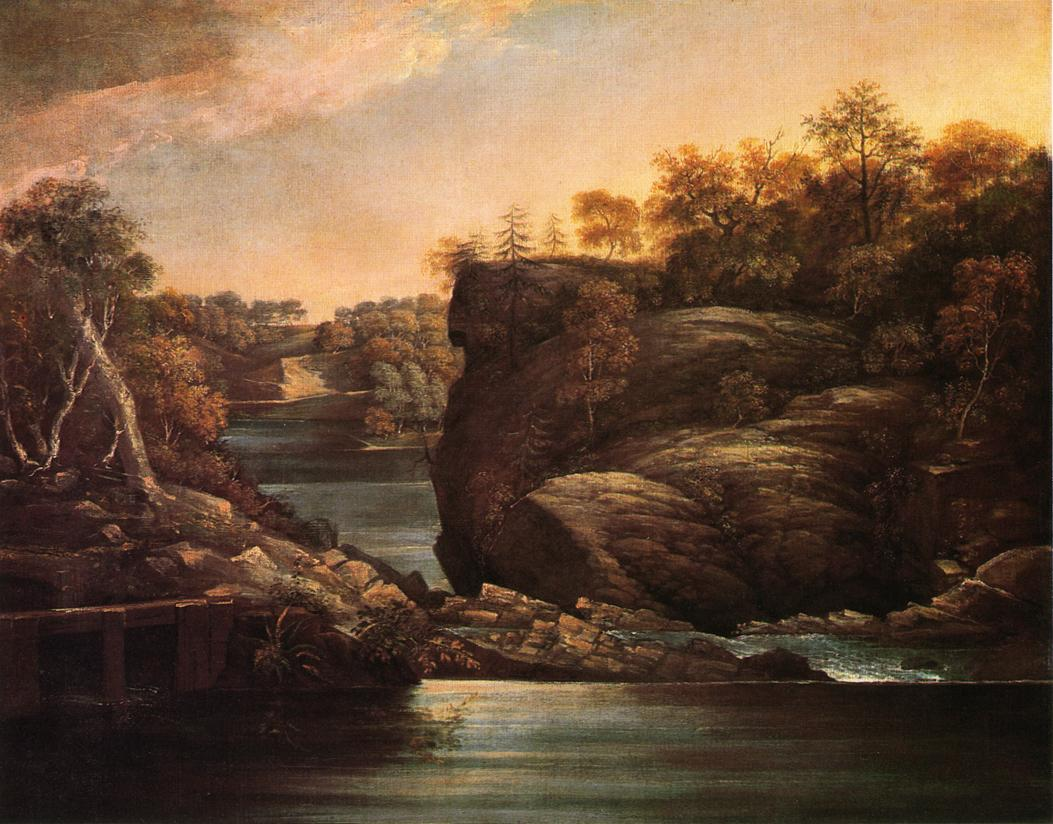
ノーウィッチ滝、油絵・キャンバス、ジョン・トランブル画、1806年

1694年までに、テムズ川の水源に公有上陸点が建設され、船が港で品物を積卸ろしできるようになった。この港のある地域がチェルシーと呼ばれている。港とノーウィッチタウンとの間はイースト道路とウェスト道路で繋がれ、それが後にワシントン通りとブロードウェイになった。
当初の町の中心は現在ノーウィッチタウンと呼ばれる地区であり、主に農業の町の中心となるべく内陸の地が選ばれた。18世紀後半までに、港での輸送業が農業よりも遥かに重要なものとなり始め、特に3つの小さな川沿いで工場が生産を始めてからは猶更だった。
19世紀初期までに、ノーウィッチの中心は実質的にチェルシー地区に移動していた。市の公的な建物は港の地域にあり、市役所、裁判所、郵便局など全て19世紀の大きな都市型ブロックにある。元の中心は現在ノーウィッチタウンと呼ばれ、現在の市とははっきりと区別されている。
ノーウィッチの商人はイングランドの商品を直接輸入していたが、1764年の印紙法で、町はより自給率の高い町になることを強いられた。間もなく町を横切る川の滝がある所に大規模な工場が次々と建設された。ノーウィッチやニューロンドンの船の船長達は平時にイギリスの課税を避けることがうまく、戦中は巧みに戦艦を避けることができた。
アメリカ独立戦争のとき、ノーウィッチは、兵士、船、弾薬を供給することで独立推進派を支持した。「自由の息子達」の活動では1つの中心にもなった。
独立戦争のときの著名な人物として、ノーウィッチで生まれたベネディクト・アーノルドが居た。他にもサミュエル・ハンティントン、クリストファー・レフィングウェル、ダニエル・ラスロップ等がいた。
ニューヨークとボストンを結ぶ蒸気船の定期航路が、19世紀の初期を通じて商流の中心としてノーウィッチを繁栄させた。南北戦争のとき、ノーウィッチでは繊維、武器ほか特注品の製造が拡大し、再度繁栄した。1832年から1837年にノーウィッチ・アンド・ウースター鉄道が建設されて拍車が掛かり、ノーウィッチに出入りする人と物が増えた。1870年代までにスプリングフィールド・アンド・ニューロンドン鉄道もノーウィッチを通るようになった。

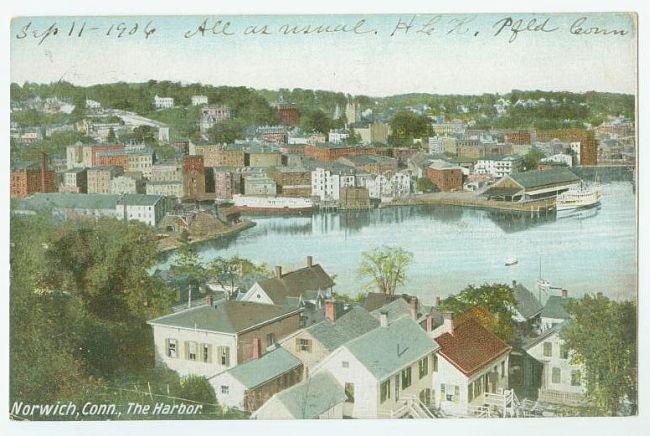
1906年の港

## 政府
ノーウィッチ市は市長を選挙で選んでおり、市長は市政委員会を主宰する。市政委員会は他に委員が6人おり、全て市全域を選挙区に選ばれる。市長の任期は4年間であり、2期まで務められる。市政委員は任期2年間である。委員会が町と市の事務官、市マネジャーを指名し、市マネジャーが市政府の執行役の長として行動する。また企画委員会と地区割り控訴委員会の委員も市政委員会が指名する。

## 地理
ヤンティック川、シェタケット川、クィネボーグ川という3つの川が市内を流れており、それが入り江を形成し、そこからテムズ川が南のロングアイランド湾に流れている。
アメリカ合衆国国勢調査局に拠れば、町域全面積は29.5平方マイル (76.4 km2)であり、このうち陸地28.3平方マイル (73.4 km2)、水域は1.2平方マイル (3.0 km2)で水域率は3.87%である。

## 気候
| ノーウィッチ（1981年–2010年平均）の気候 | ノーウィッチ（1981年–2010年平均）の気候 | ノーウィッチ（1981年–2010年平均）の気候 | ノーウィッチ（1981年–2010年平均）の気候 | ノーウィッチ（1981年–2010年平均）の気候 | ノーウィッチ（1981年–2010年平均）の気候 | ノーウィッチ（1981年–2010年平均）の気候 | ノーウィッチ（1981年–2010年平均）の気候 | ノーウィッチ（1981年–2010年平均）の気候 | ノーウィッチ（1981年–2010年平均）の気候 | ノーウィッチ（1981年–2010年平均）の気候 | ノーウィッチ（1981年–2010年平均）の気候 | ノーウィッチ（1981年–2010年平均）の気候 | ノーウィッチ（1981年–2010年平均）の気候 |
| 月                                      | 1月                                     | 2月                                     | 3月                                     | 4月                                     | 5月                                     | 6月                                     | 7月                                     | 8月                                     | 9月                                     | 10月                                    | 11月                                    | 12月                                    | 年                                      |
| --------------------------------------- | --------------------------------------- | --------------------------------------- | --------------------------------------- | --------------------------------------- | --------------------------------------- | --------------------------------------- | --------------------------------------- | --------------------------------------- | --------------------------------------- | --------------------------------------- | --------------------------------------- | --------------------------------------- | --------------------------------------- |
| 平均最高気温 °F （°C）                  | 38 (3)                                  | 41 (5)                                  | 49 (9)                                  | 60 (16)                                 | 71 (22)                                 | 79 (26)                                 | 84 (29)                                 | 83 (28)                                 | 75 (24)                                 | 64 (18)                                 | 54 (12)                                 | 43 (6)                                  | 61.8 (16.5)                             |
| 平均最低気温 °F （°C）                  | 19 (−7)                                 | 22 (−6)                                 | 28 (−2)                                 | 38 (3)                                  | 47 (8)                                  | 57 (14)                                 | 63 (17)                                 | 61 (16)                                 | 53 (12)                                 | 41 (5)                                  | 33 (1)                                  | 24 (−4)                                 | 40.5 (4.8)                              |
| 降水量 inch （mm）                      | 4.14 (105.2)                            | 4.07 (103.4)                            | 5.48 (139.2)                            | 5.01 (127.3)                            | 3.93 (99.8)                             | 4.26 (108.2)                            | 3.97 (100.8)                            | 4.84 (122.9)                            | 4.58 (116.3)                            | 4.82 (122.4)                            | 4.77 (121.2)                            | 4.83 (122.7)                            | 54.71 (1,389.6)                         |
| 降雪量 inch （cm）                      | 6.8 (17.3)                              | 5.7 (14.5)                              | 3.2 (8.1)                               | .8 (2)                                  | 0 (0)                                   | 0 (0)                                   | 0 (0)                                   | 0 (0)                                   | 0 (0)                                   | 0 (0)                                   | .2 (0.5)                                | 4.8 (12.2)                              | 21.4 (54.4)                             |
| 平均降水日数 （≥0.01 in）               | 10.0                                    | 8.9                                     | 10.4                                    | 10.7                                    | 11.8                                    | 10.4                                    | 9.5                                     | 9.3                                     | 8.9                                     | 9.5                                     | 9.7                                     | 10.4                                    | 119.5                                   |
| 平均降雪日数 （≥0.1 in）                | 3.3                                     | 2.2                                     | 1.5                                     | .2                                      | 0                                       | 0                                       | 0                                       | 0                                       | 0                                       | 0                                       | .2                                      | 1.8                                     | 9.2                                     |
| 出典：NOAA                              |                                         |                                         |                                         |                                         |                                         |                                         |                                         |                                         |                                         |                                         |                                         |                                         |                                         |

## 人口動態
以下は2000年の国勢調査による人口統計データである。
| 基礎データ - 人口: 36,117 人 - 世帯数: 15,091 世帯 - 家族数: 9,069 家族 - 人口密度: 492.2人/km2（1,274.7 人/mi2） - 住居数: 16,600 軒 - 住居密度: 226.2軒/km2（585.9 軒/mi2） 人種別人口構成（2012年データ） - 白人: 70% - アフリカン・アメリカン: 10% - ネイティブ・アメリカン: 1% - アジア人: 8% - ヒスパニック・ラテン系: 13% 年齢別人口構成 - 18歳未満: 24.1% - 18-24歳: 8.9% - 25-44歳: 30.2% - 45-64歳: 21.5% - 65歳以上: 15.4% - 年齢の中央値: 37歳 - 性比（女性100人あたり男性の人口） - 総人口: 90.5 - 18歳以上: 87.3 | 世帯と家族（対世帯数） - 18歳未満の子供がいる: 29.0% - 結婚・同居している夫婦: 40.7% - 未婚・離婚・死別女性が世帯主: 15.0% - 非家族世帯: 39.9% - 単身世帯: 32.0% - 65歳以上の老人1人暮らし: 12.5% - 平均構成人数 - 世帯: 2.34人 - 家族: 2.96人 収入と家計 - 収入の中央値 - 世帯: 51,300米ドル - 貧困線以下 - 対人口: 15% |

## モヒガン公園

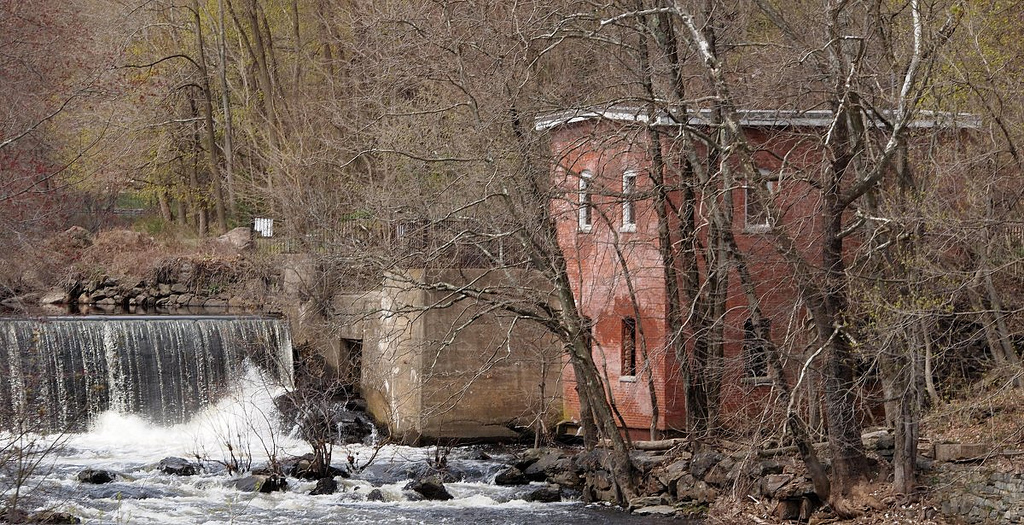
ヤンティック滝と発電所

森で覆われたモヒガン公園はノーウィッチで最大の公園である。その中には多くのハイキング道や自転車道、ピクニックテーブル、グリル、賃貸用パビリオン、ビーチ、バスケットボールコート、モヒガン族の記念碑、噴水と遊技場がある。ジャッド道路からの入口にある薔薇園には100種以上の薔薇があり、結婚式場としても人気がある。ハイキング道の多くはノーウィッチ・フリー・アカデミーのクロスカントリーチームが練習用に使っており、2006年にはこのチームがボランティアで道の状態を改善した。5kmのファンランが夏季の毎週木曜日にこの公園で開催されている。2009年時点で、ランニングコースがトレイルの多くを通るように再設計された。
パークセンターにはスポルディング池、広場、噴水とモヒガン族の記念碑があり、またノーウィッチ警察署が運営する遊技場とドッグランもある。このセンターは幾らか朽ちてきている。この10年間で動物園、爬虫類ハウス、売店が閉鎖されてきた。しかし公園の残り部分は外観を改良する工事が行われてきている。
モヒガン公園の主たる水場であるスポルディング池は土盛りのダムで保持されており、その土手上は花の咲く植物で縁どられた道がある。1963年、このダムに生じた割れのためにスポルディング池の水が市内に流れ出し、家屋、通り、自動車を水没させ、工場を壊し、死者も出た。モヒガン公園にはその南西隅にスケーティング池とよぶ池もある。この池は貯水池に使われており、一般公開はなされていない。
モヒガン公園は、多くの不規則に伸びるトレイル、植物や動物がいる故に、コネチカット州南東部の自然写真家にとって、あまり知られていない好適地となっている。

## ギャラリー

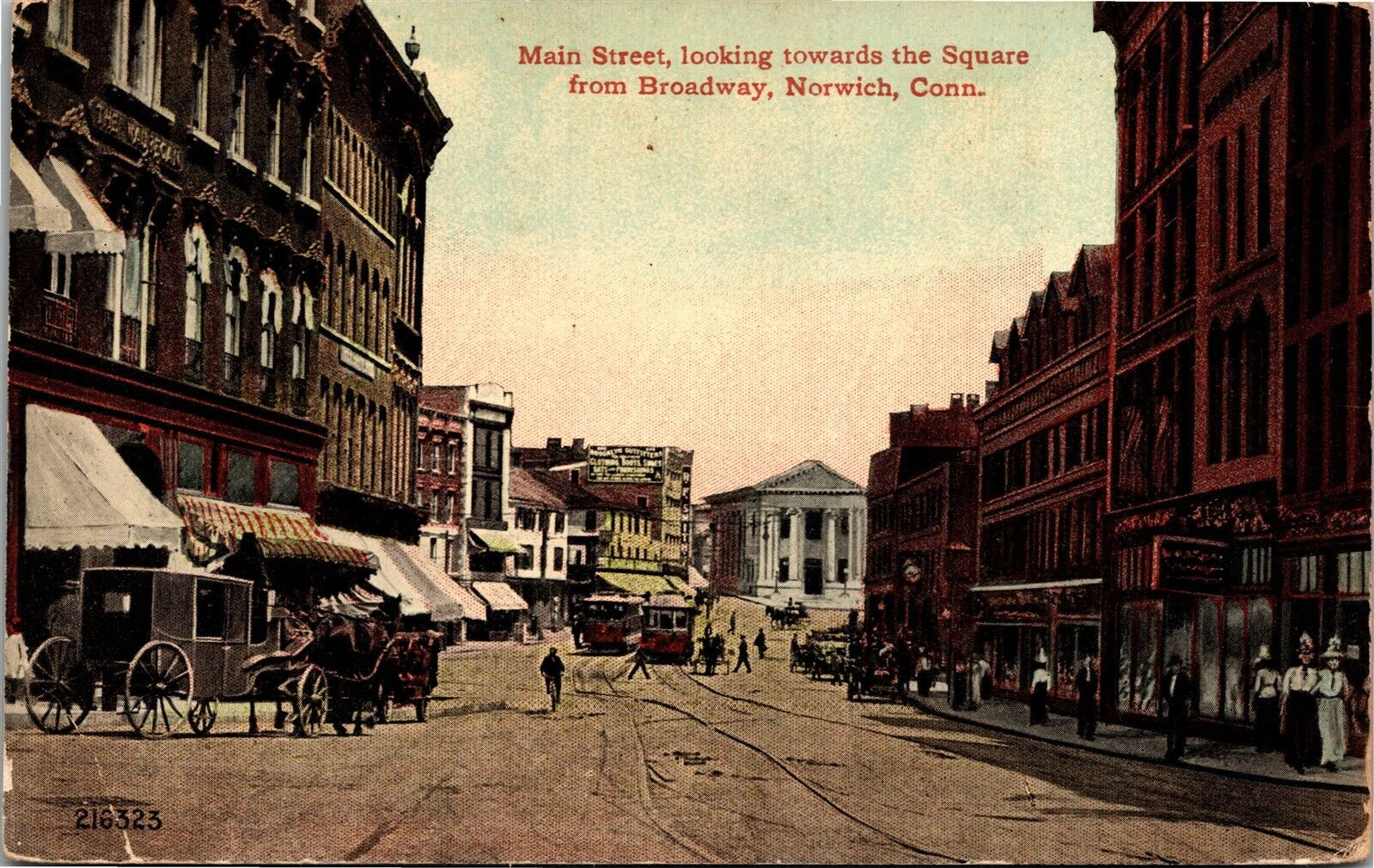
メインストリート、1916年の絵葉書
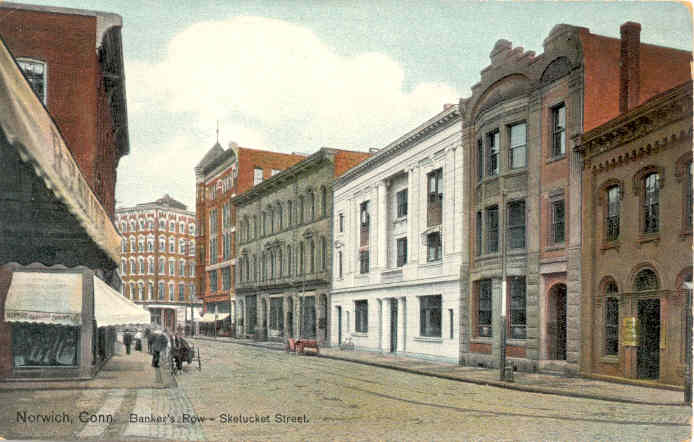
シェタケット通り、1909年の絵葉書
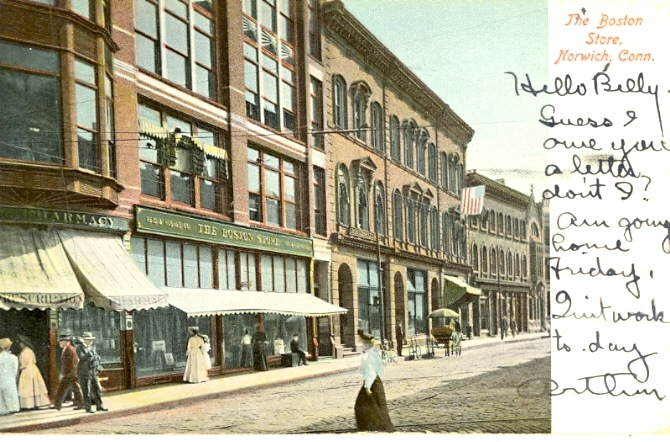
中心街、1910年頃
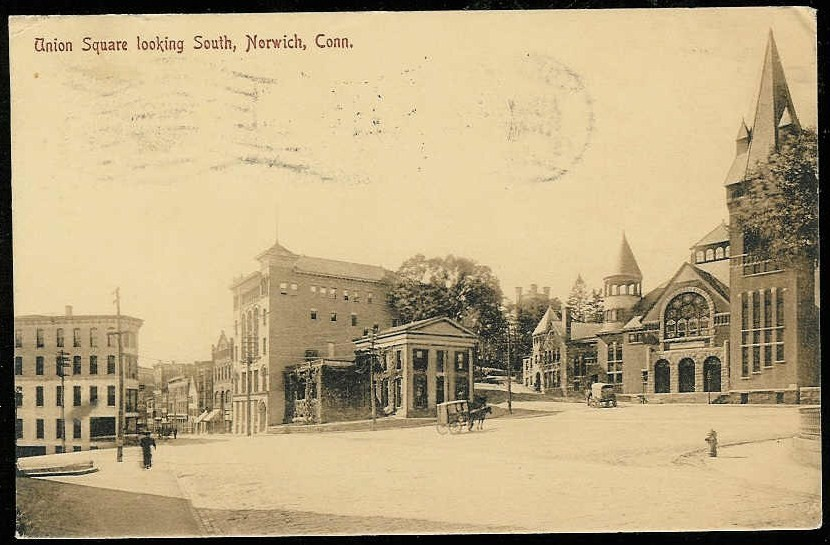
ユニオン広場、1908年

## 地区
ノーウィッチ市内の幾つかの地区が独立した独自性を維持しており、その境界を示す公式の標識によって認識されている。ノーウィッチタウン、ビーンヒル、ヤンティック、タフトビル、グリーンビル、オッカム、イーストグレートプレーンズ、テムズビル、ローレルヒル、チェルシーの各地区がある。

## 教育

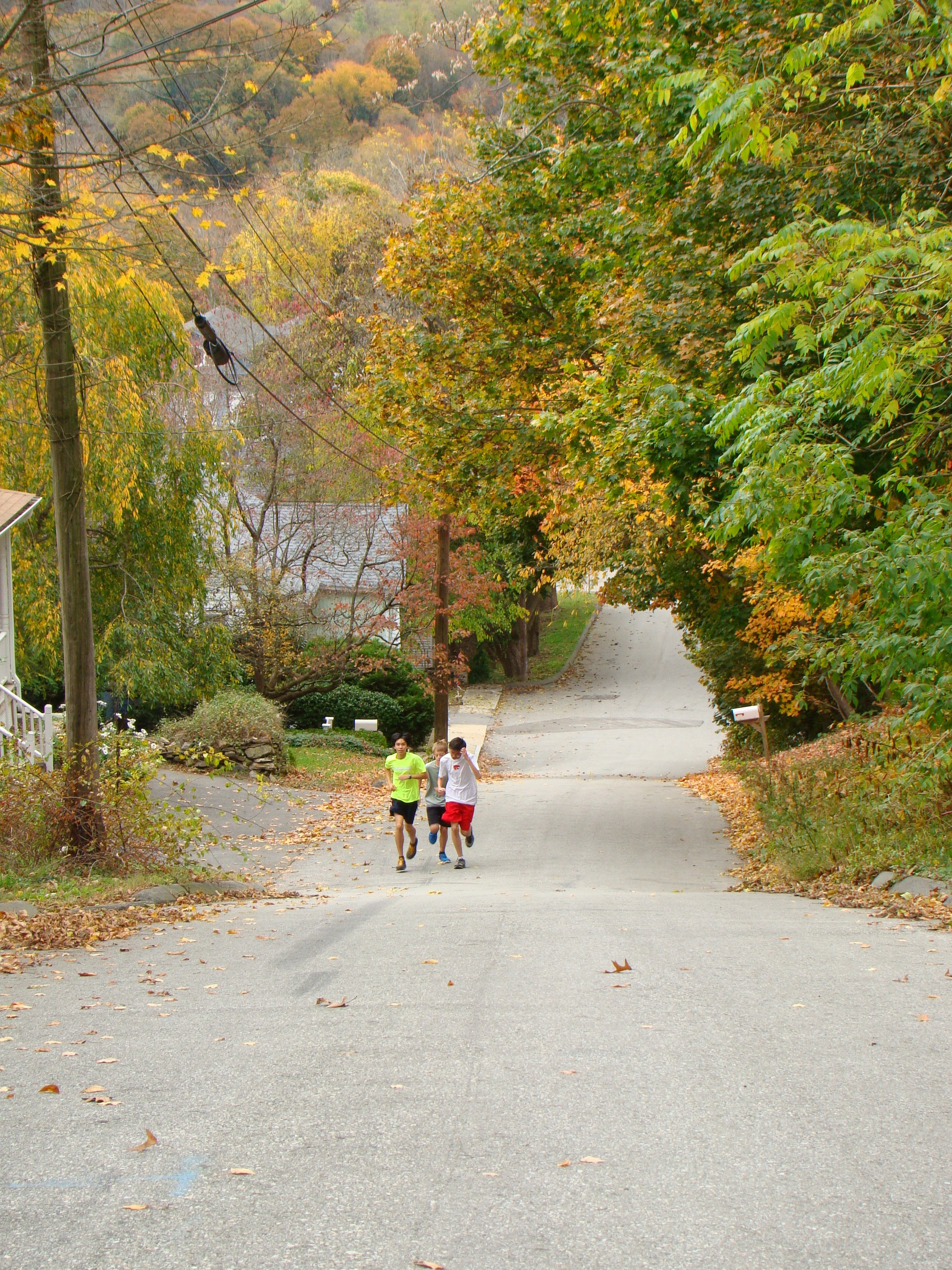
ジェイルヒルの急坂

小学校と中学校はノーウィッチ公共教育学区に区分されている。この学区はオルターナティブスクールであるテムズ川アカデミーも運営している。ノーウィッチの中学校はティチャーズ記念中学校とケリー中学校である。公立学校の代替としてインテグレーテッド・デイ・チャータースクールもある。
ノーウィッチ・フリー・アカデミーはノーウィッチと周辺の町に住む生徒にとって主要な高校である。公立学校であり「独立学校」と表現されることが多い。州、連邦政府、また民間から運営費を受け、如何なる自治体からも支配されていない。独立した理事会が統治している。
コネチカット工業高校システムに属するノーウィッチ工業高校も地域に開かれている。この学校はノーウィッチと周辺の多く町に住む生徒に開かれる選択肢である。ノーウィッチ地域に住んでいる生徒には、朝にノーウィッチ・フリー・アカデミーの生徒と同じノーウィッチ公共教育学区が提供するバスで通学できる。午後はノーウィッチ・フリー・アカデミーに行くバスを帰宅に使うことができる。
シドニー・フランクが学校に1,200万ドルを寄付したので、このキャンパスで最新の建物は彼の名前からシドニー・E・フランク美術芸能センターと名付けられた。
スリーリバーズ・コミュニティセンターが地域の高等教育を行う機関である

## スポーツとレクリエーション
AAのイースタンリーグに属するコネチカット・ディフェンダーズ（元ノーウィッチ・ナビゲーターズ）は、サンフランシスコ・ジャイアンツのファームチームであり、1995年の創設から2010年にバージニア州リッチモンドへの移転を宣言するまで、セネター・トマス・J・ドッド記念スタジアムで試合をしていた。現在はリッチモンド・フライングスクウォーレルズとなっている。しかし2010年から、ドッド・スタジアムはクラスAショートシーズンのニューヨーク・ペンリーグに属するノーウィッチ・シーユニコーンズ（元オネオンタ・タイガース）の本拠地になった。スポーツ専用チャンネルESPNのミニシリーズ『ブロンクスは燃えている』は近年ドッド・スタジアムで撮影された。
ノーウィッチ市営アイスリンクは、200フィート (60 m) x 85フィート (25.5 m) のNHL公認リンクであり、大型ロッカールーム4室などの施設がある。ノーウィッチ、タフトビル、オッカム、ヤンティックの住民、高齢者、およびアメリカ陸軍のメンバーは、割引入場料で利用できる。1995年に設立され、ロースシティ・ウォリアーズとノーウィッチのシニア・ウィミンズ・アイスホッケー・チームが本拠にしている。多くの高校アイスホッケー・チームもこのリンクを利用している。
スレーター記念博物館はノーウィッチ・フリー・アカデミーのキャンパス内にあり、アカデミーの委員を20年間務めたジョン・フォックス・スレーター（1815年-1884年）にちなんで名付けられた。この博物館は「五大陸、すなわち南北アメリカ、ヨーロッパ、アジア、アフリカの芸術」を含むものに成長した。特に興味深いのはアジア芸術のバンダーポール・コレクション、アフリカとオセアニア芸術のポール・ジンマーマン・コレクション、アメリカ19世紀絵画のコレクションである。

## 著名な出身者
- ベネディクト・アーノルド（1741年–1801年）、独立戦争時の軍人、ノーウィッチ生まれ。その家が建っていた区画に記念銘板がある。市の図書館の北壁には、アーノルドの肖像画がある[12]
- ラージャイ・デービス、メジャーリーグベースボール選手、デトロイト・タイガース
- アリエル・ドンバール（1953年 - ）、本名アリエル・ソナリー・ド・フロメンタル、歌手、女優
- サミュエル・ハンティントン、第二次大陸会議代議員、アメリカ独立宣言署名者、連合規約下の初代議長
- ポール・コネルコ、メジャーリーグベースボール選手、シカゴ・ホワイトソックス
- エドウィン・ハーバード・ランド、発明家、ポラロイドカメラ
- E・アニー・プルー、ジャーナリスト、著作家、1935年にノーウィッチで生まれた